# Demaratus van Sparta
Demaratus (Dorisch: Δαμάρατος, Dāmárātos; Ionisch: Δημάρατος, Dēmárātos, Grieks: Δημάρατος της Σπάρτης, Dimaratos tis Spartis), uit het huis der Eurypontiden, was van 515 tot 491 v.Chr. koning van Sparta, samen met Cleomenes I, met wie hij meermaals overhoop lag. Zo dwarsboomde hij diens plannen voor een invasie van Attica (in 506 v.Chr.), en ook nog een tweede maal toen Cleomenes Aegina wilde afstraffen voor collaboratie met de Perzen. Door allerlei valse beschuldigingen van Cleomenes (onder meer vervalsing van een Delphische orakelspreuk) verloor Demaratus zijn troon, waarna hij zijn toevlucht zocht bij koning Darius I van Perzië. 
Hij begeleidde diens zoon Xerxes in 480 v.Chr., in de hoop dat hij een eventuele Perzische overwinning zou kunnen benutten om zijn troon te heroveren. Volgens Herodotus waarschuwde hij de Perzische koning voortdurend voor de weerbaarheid van de Spartanen. Demaratus werd voor zijn bewezen diensten beloond met het beheer van vier steden in Klein-Azië, waar hij verbleef tot aan zijn dood, vele jaren later.